# Polygaster ivu
Polygaster ivu är en tvåvingeart som först beskrevs av Townsend 1928.  Polygaster ivu ingår i släktet Polygaster och familjen parasitflugor.
Artens utbredningsområde är Paraguay. Inga underarter finns listade i Catalogue of Life.